# Почтовое деление Украины
Почтовое деление Украины следует административному делению страны. Первые две цифры почтового индекса современной Украины соответствуют определённому региону — области, Автономной Республике Крым или городам общегосударственного значения Киев и Севастополь, третья — городу областного (республиканского) значения или району до реформы 2020 года.

## История

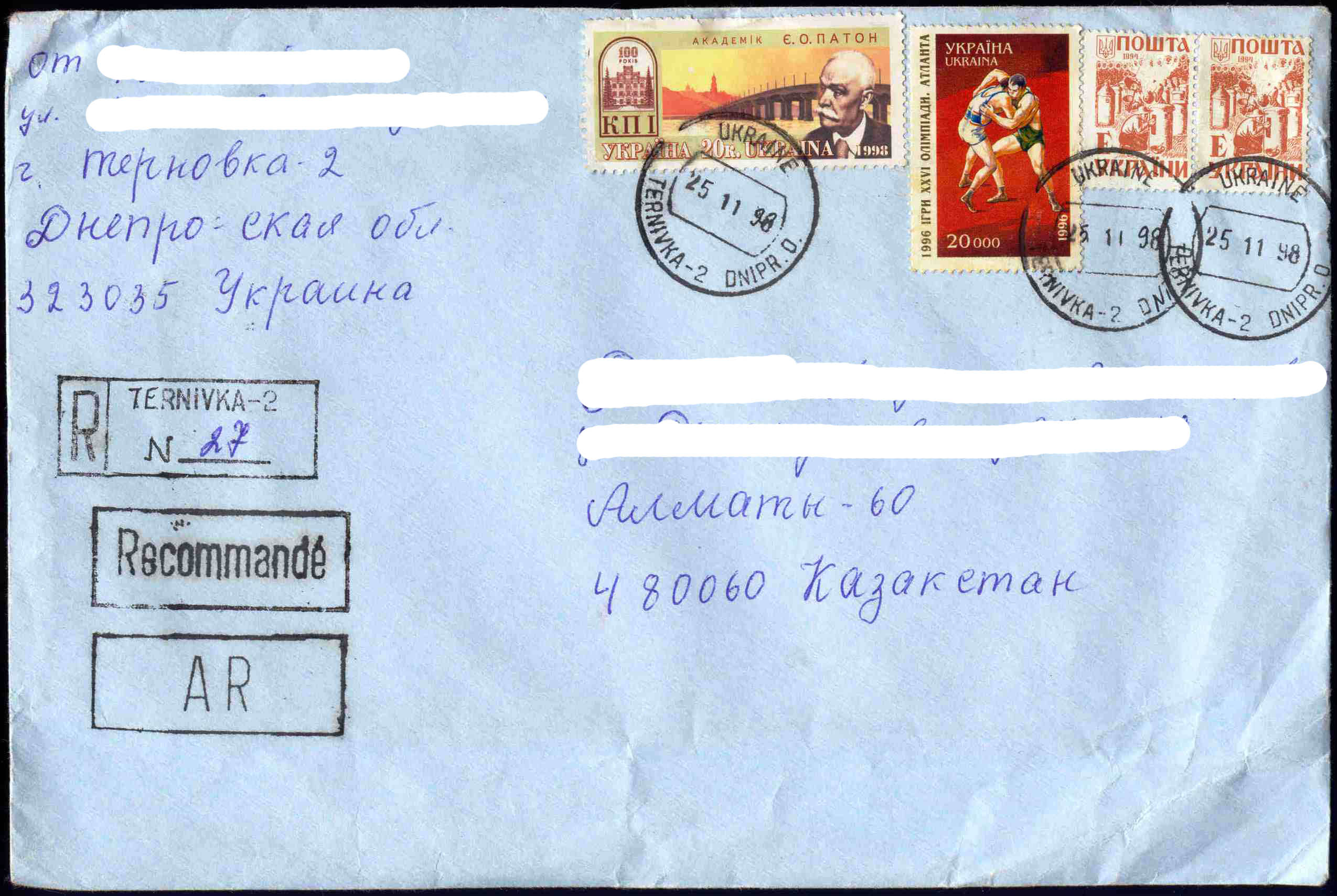
Пример использования советского шестизначного почтового индекса (323035) на заказном письме, отправленном из Днепропетровской области в Казахстан (1998)

До конца 1990-х годов Украина имела шестизначную советскую систему почтовой индексации, после чего перешла на новую пятизначную систему. С 1 августа 1999 года по 1 января 2000 года на территории страны одновременно действовали как старые, так и новые почтовые индексы. Начиная с 2000 года используется только пятизначная система.
После аннексии Крымского полуострова Россией и начала деятельности «Почты Крыма» к индексам почтовых отделений полуострова была добавлена цифра 2. После войны в Донбассе в самопровозглашённых Донецкой и Луганской Народных Республиках появляются свои почтовые операторы — «Почта Донбасса» и «Почта ЛНР». Летом 2022 года на фоне вторжения на Украину в оккупированных частях Запорожской и Херсонской областей появляются «Почта Таврии» и «Почта Херсона» соответственно. После аннексии Россией Донецкой, Луганской, Запорожской и Херсонской областей на оккупированных территориях были заново введены шестизначные индексы также путём добавления двойки в начале. Почтовые индексы отделений, находящихся на неподконтрольных Украине территориях, в национальном регистре почтовой индексации обозначаются как «находящиеся на временно оккупированной территории».

## Принципы
Построение современной системы почтовой индексации Украины основано на следующих принципах:
- Первая и вторая цифры всех индексов — административные образования (согласно таблице, приведённой ниже).
- Третья цифра индексов — город областного (республиканского) значения или район до реформы 2020 года.
- Третья, четвёртая и пятая цифры или четвёртая и пятая — номера отделений связи или населённых пунктов.
- Для обозначения почтамтов используются индексы с третьей, четвёртой и пятой цифрами «000».
- Для обозначения городских и районных узлов связи используются индексы с четвёртой и пятой цифрами «00».
- Для обозначения зональных узлов, центров перевозки почты, железнодорожных почтамтов, отделений перевозки почты используются индексы с третьей, четвёртой и пятой цифрами «ХХХ».
- Индексы присвоены сельским населённым пунктам с населением свыше 500 человек независимо от наличия или отсутствия в них отделений связи.

| Административная единица   | Современная пятизначная система | Советская шестизначная система |
| -------------------------- | ------------------------------- | ------------------------------ |
| Киев                       | 01—06                           | 252—254                        |
| Киевская область           | 07—09                           | 255—256                        |
| Житомирская область        | 10—13                           | 260—262                        |
| Черниговская область       | 14—17                           | 250—251                        |
| Черкасская область         | 18—20                           | 257—258                        |
| Винницкая область          | 21— 24                          | 286—288                        |
| Кировоградская область     | 25—28                           | 316—317                        |
| Хмельницкая область        | 29—32                           | 280—281                        |
| Ровненская область         | 33—35                           | 265—266                        |
| Полтавская область         | 36—39                           | 314—315                        |
| Сумская область            | 40—42                           | 245                            |
| Волынская область          | 43—45                           | 263—264                        |
| Тернопольская область      | 46—48                           | 282—283                        |
| Днепропетровская область   | 49—53                           | 320—323                        |
| Николаевская область       | 54—57                           | 327—329                        |
| Черновицкая область        | 58—60                           | 274—275                        |
| Харьковская область        | 61—64                           | 310—313                        |
| Одесская область           | 65—68                           | 270—273                        |
| Запорожская область        | 69—72                           | 330—332                        |
| Херсонская область         | 73—75                           | 325—326                        |
| Ивано-Франковская область  | 76—78                           | 284—285                        |
| Львовская область          | 79—82                           | 290—293                        |
| Донецкая область           | 83—87                           | 338—344                        |
| Закарпатская область       | 88—90                           | 294—295                        |
| Луганская область          | 91—94                           | 348—349                        |
| Автономная Республика Крым | 95—98                           | 333—334                        |
| Севастополь                | 99                              | 335                            |